# Garden Island, Noul Wales de Sud
Garden Island este o suburbie în Sydney, Australia.